# Мелиева, Мафтунахон
Мафтунахон Мелиева (узб. Maftunaxon Melieva; род. 7 ноября 1997 года, Узбекистан) — узбекский боксер, выступает в весовой категории до 64 кг. В 2019 году на чемпионате Азии завоевала бронзовую медаль. Член сборной Узбекистана по боксу.

## Биография
Спортивную карьеру в любительском боксе начала в 2016 году. В 2016 году принимала участие в Чемпионате мира по боксу среди женщин. 17—23 октября 2016 году принимала участие в 22-м международном турнире по боксу Chinggis Khan Cup в Улан-Баторе (Монголия), где завоевала золотую медаль в весовой категории до 60 кг. В 2019 году на Чемпионате Азии по боксу в Бангкоке (Таиланд) завоевала бронзовую медаль. В 2019 году принимала участие в Чемпионате мира по боксу среди женщин в Улан-Удэ (Россия), но в стартовом поединке потерпела поражения от более опытного боксёра из болгарии Мелис Йонузова.